# Elisabeth (Musical)

Werbung für Elisabeth am Theater an der Wien

Elisabeth ist ein Drama-Musical von Michael Kunze (Libretto) und Sylvester Levay (Musik). Von den Vereinigten Bühnen Wien produziert, wurde es am 3. September 1992 im Theater an der Wien uraufgeführt. Das Stück erzählt die Lebensgeschichte der österreichischen Kaiserin Elisabeth (Sissi) als Totentanz. Von seiner Premiere an bis heute (Stand: 2022) wurde es in 12 Staaten und 7 Sprachen aufgeführt.

## Synopsis

### 1. Akt
Die Handlung beginnt etwa hundert Jahre nach Kaiserin Elisabeths Tod im Reich der Toten und Träumer. Elisabeths Mörder Luigi Lucheni muss sich Nacht für Nacht vor einem unsichtbaren Richter für seine Tat rechtfertigen. Er erklärt, dass er keine Schuld habe, denn der Tod habe ihn dazu angestiftet und zwar aus Liebe. Er beschwört die versunkene Welt des Habsburgerreiches noch einmal herauf, um seine Behauptung zu untermauern.
Elisabeth tritt als 15-jähriges Mädchen auf, das lieber Zirkuskunststücke übt, anstatt mit ihrer Mutter Ludovika und ihrer Schwester Helene einen Verwandtenbesuch zu empfangen. Elisabeth stürzt und begegnet dabei zum ersten Mal dem Tod. Beide spüren eine starke gegenseitige Faszination.
In Bad Ischl verliebt sich Kaiser Franz Joseph von Österreich in Elisabeth, anstatt, wie von den Müttern geplant, in deren ältere Schwester Helene. Für Elisabeth beginnt mit der Hochzeit, bei der der Tod sowohl seine Enttäuschung als auch seine Siegesgewissheit zum Ausdruck bringt, ein neues Leben. Sie wird von ihrer Schwiegermutter Erzherzogin Sophie und deren Hofdamen ständig bewacht, erzogen und dressiert. Sie erkennt, dass sie ihre Freiheit verloren hat und beschließt, sich zur Wehr zu setzen. Der Tod begegnet ihr abermals, als er ihre erste Tochter Sophie mit sich nimmt. Auch als der langersehnte Thronfolger Rudolf geboren wird, verbessert sich Elisabeths Stellung am Hof nicht. Wie auch schon bei den anderen Kindern übernimmt Sophie Rudolfs Erziehung. Als Elisabeth von der Art der Erziehung erfährt, stellt sie Franz-Joseph ein Ultimatum: sie möchte über die Erziehung ihrer Kinder bestimmen oder sie kehrt nicht mehr zu ihm zurück. Währenddessen wendet sich das Volk, von Lucheni aufgewiegelt, zunehmend gegen die Kaiserin, da diese in Milch badet, die das Volk nicht mehr bekommt. Franz-Joseph entscheidet sich, auf ihr Ultimatum einzugehen und unterbreitet ihr seine Entscheidung. Doch dem Tod ist klar, dass diese neue Bindung nicht von Dauer sein wird.

### 2. Akt
Elisabeths Bemühen um die ungarische Sache führt zum Ausgleich mit Ungarn und der Krönung Franz-Josephs und Elisabeths zu König und Königin von Ungarn. Lucheni preist dem Publikum „Kitsch!“ über das neue Königspaar an. Zudem weist Lucheni den Ausgleich als Anfang vom Ende des Habsburger Reiches aus. Elisabeth scheint auf dem Höhepunkt ihres Triumphes zu sein und begegnet erneut dem Tod, der sie darauf aufmerksam macht, dass sie immer noch Gefangene des Hofes ist und nur er sie befreien kann.

Der Tod findet in ihrem kleinen Sohn Rudolf, der sich oft einsam fühlt, einen bereitwilligen Zuhörer. Erzherzogin Sophie sieht ihren Einfluss auf ihren Sohn Franz-Joseph schwinden und trachtet danach, Elisabeths Einfluss zu verringern. Zu diesem Zweck beauftragt sie Graf Grünne, im Salon der Madame Wolf eine Prostituierte zu engagieren, die dem Kaiser zeigen solle, dass es nicht nur die eine Frau auf der Welt gibt. Der Graf allerdings sucht genau jene aus, die an der Französischen Krankheit (Syphilis) leidet. 

Als Elisabeth krank wird, tritt ihr der Tod in Gestalt eines Arztes gegenüber und lässt sie wissen, dass ihr Mann ihr untreu war und sie mit dieser Geschlechtskrankheit angesteckt hat. Er erreicht damit jedoch nicht, dass sie sich aus Verzweiflung ihm zuwendet; sie sieht vielmehr die Möglichkeit, sich von ihrem Mann zu befreien.

Während sie auf Reisen geht, bleibt ihr Mann besorgt in Wien am Hofe zurück. Währenddessen wächst ihr Sohn Rudolf zu einem erwachsenen Mann heran, der am Vater verzweifelt. Zudem ist er unglücklich verheiratet und setzt sich für die Ungarn ein. Bei einem konspirativen Treffen wird er erwischt. Der Vater tobt. Seine einzige Rettung sieht er darin, dass Elisabeth sich beim Kaiser für ihn einsetzt. Sie lehnt das klar ab; sie habe sich nicht befreit, um sich dann wieder in die Zwänge des Hofes zu begeben. Er findet nur beim Tod Zuflucht, den er schon aus Kindertagen kennt. Er sieht nur noch einen Ausweg.

Nach Rudolfs Selbstmord wird Elisabeth von Schuldgefühlen geplagt. Sie sieht ein, dass sie in ihrer Selbstbefreiung einen Schritt zu weit gegangen ist. Auch mit Franz-Joseph verbindet sie nichts mehr. Sie hat bereits mit dem Leben abgeschlossen, als der Tod Lucheni die Dreikantfeile überreicht, mit der er Elisabeth töten soll. Der Kaiser, der dies in einem Alptraum sieht, liebt sie aber noch immer und sucht sie schließlich ein letztes Mal auf. Sie weist ihn erneut ab. Nach dem erfolgreichen Attentat Luchenis tritt der Tod an Elisabeth heran, umarmt sie, gibt ihr den Todeskuss und führt sie in sein Reich. So hat er doch endlich erreicht, was er wollte; Elisabeth gehört ihm und ihnen gehört die Ewigkeit. Lucheni begeht in der Haft Selbstmord.

## Songs

### 1. Akt
1. Prolog: Alle tanzten mit dem Tod
2. Wie Du
3. Schön Euch alle zu sehn
4. Kein Kommen ohne Gehen (Útvesztő minden út)/Rondo - Schwarzer Prinz/Prinz der Nacht
In der ungarischen Produktion ab 1996, in der Wiener Jubiläumsfassung 2012 (Raimund Theater) (ersetzt Schwarzer Prinz), wurde in die Nachfolgeproduktionen aufgenommen. Seit 2024 "Rondo - Prinz der Nacht".
5. Rondo von Liebe und Tod (Ai To Shi No Rondo)
In den japanischen Versionen von Takarazuka und Toho seit 1996 enthalten. Die Melodie ist mit der des ungarischen Liedes Útvesztő minden út identisch, allerdings gibt es Unterschiede im Text und in der Interpretation.
6. Wie Du (Reprise)
In der Uraufführungsfassung, in der ungarischen und der schwedischen Version. Für die niederländische Fassung wurde dieser Teil in das Lied Schwarzer Prinz (Textänderung) umgeschrieben und in den nachfolgenden Produktionen in dieser Fassung bis 2012 beibehalten. Es wurde jetzt in deutschsprachigen Inszenierungen seit Wien 2012 mit "Kein Kommen ohne Gehen" zusammengeführt.
7. Jedem gibt er das Seine
8. So wie man plant und denkt
9. Nichts ist schwer
10. Alle Fragen sind gestellt
11. Sie passt nicht
12. Der letzte Tanz
13. Eine Kaiserin muss glänzen
14. Ich gehör nur mir
15. Stationen einer Ehe
16. Die Schatten werden länger
17. Die fröhliche Apokalypse
18. Kind oder nicht
Zum ersten Mal in der deutschen Produktion 2001, wurde in die Nachfolgeproduktionen aufgenommen.
19. Elisabeth, mach auf mein Engel
20. Milch
21. Unsre Kaiserin soll sich wiegen
22. Ich will dir nur sagen/
23. Finale 1.Akt: Ich gehör nur mir (Reprise)

### 2. Akt
1. Entr'acte
2. Kitsch
3. Éljen
Nicht in den Produktionen in Scheveningen, Essen und Stuttgart umgesetzt.
4. Wenn ich tanzen will
Für die deutsche Produktion 2001 geschrieben, wurde in die meisten Nachfolgeproduktionen übernommen.
5. Mama, wo bist Du
6. Nichts, nichts, gar nichts
In der Uraufführung nur eine Strophe mit Tanzsequenz, wurde jedoch bald darauf umgeschrieben. Die sogenannte Irrenhausballade wurde in allen Produktionen übernommen, jedoch oft an verschiedenen Stellen des 2. Aktes eingefügt.
7. Wir oder sie
8. Nur kein Genieren
9. Die letzte Chance (Die Maladie)
10. Zwischen Traum und Wirklichkeit
Nur während der ersten Spielzeit der japanischen Toho-Produktion 2000. Auf der Stuttgarter Cast CD ist eine deutsche Version des Liedes zu hören.
11. Ist das nun mein Lohn/Eine Kaiserin muss glänzen (Reprise)
12. Bellaria
Wurde erstmals in die ungarische und die japanische Erstaufführung eingefügt (beide 1996) und in die nachfolgenden Produktionen übernommen.
13. Rastlose Jahre
Hier folgt in den japanischen Takarazuka-Produktionen die Irrenhausszene. Anmerkung: In der Stuttgarter und Essener Produktion folgte hiernach die Streitsequenz und Hass.
14. Jagd
Nur in der Uraufführungsfassung, der ungarischen und der schwedischen Produktion und in der Uraufführung in Wien.
15. Die Schatten werden länger (Reprise)
16. Verschwörung
Nur in den Produktionen in Scheveningen (Niederlande), Essen & Stuttgart (Deutschland) sowie Ungarn und Japan. Anmerkung: In der Stuttgarter und Essener Produktion folgte hiernach "Wie Du (Reprise)".
17. Streit zwischen Vater und Sohn in Essen, Berlin und Wien (allerdings nicht in der Urfassung)
18. Hass
Nicht in den japanischen Takarazuka-Produktionen
19. Wie Du (Reprise)
Nicht in den japanischen Takarazuka-Produktionen
20. Wenn ich Dein Spiegel wär
21. Mayerling-Walzer
22. Totenklage
23. Mein neues Sortiment
24. Boote in der Nacht
25. Alle Fragen sind gestellt (Reprise)
26. Der Schleier fällt
27. Zukunftsseelen (nur auf der 10th Anniversary CD und nie in ein Stück integriert)

## Produktionsgeschichte
Ende der 1980er-Jahre kam der Musikproduzent Michael Kunze zu dem damaligen Intendanten Peter Weck der Vereinigten Bühnen Wiens und erzählte ihm von seinem Projekt Elisabeth, ein Drama-Musical um die Kaiserin Elisabeth von Österreich-Ungarn. Eine Story, um die „Liebe von Kaiserin Elisabeth mit dem Tod“. Weck wollte keine liebliche, kitschige Musical-Inszenierung rund um die Kaiserin. Kunze kam mit Sylvester Levay erneut zu Weck. Dem gefiel das Vorgetragene und so begannen Kunze und Levay zu proben; Musik zu komponieren, Kunze dazu Texte zu schreiben und von dem Libretto Teile wieder umzuschreiben, bis sie zusammen ein Grundgerüst des Musical hatten.
Es vergingen dann noch einige Jahre, bis es von den Intendanten, Komponisten und dem Texter für gut genug befunden wurde, um es im Theater an der Wien zur Aufführung zu bringen. Der Intendant Weck wollte auch den Kritiken den Wind aus den Segel nehmen, in dem er den Opernregisseur Harry Kupfer verpflichtete. Erzählt wird die Musical-Geschichte von dem Mörder Luigi Lucheni, (dargestellt von dem aus den USA stammenden Musicaldarsteller Ethan Freeman, der bei der Kreierung der Rolle auch mitwirkte). Anfang der 1990er-Jahre wurde die niederländische Musicaldarstellerin Pia Douwes als Erste „Elisabeth“ nominiert, später wurde dann Maya Hakvoort verpflichtet. Aber auch österreichische (wie zum Beispiel Else Ludwig als Kaisermutter des Kaisers, dargestellt von Viktor Gernot), und deutsche Darsteller, (darunter Uwe Kröger als Tod) wurden engagiert.
Elisabeth wurde am 3. September 1992 uraufgeführt und stand dann bis 25. April 1998 im Theater an der Wien unter der Regie von Harry Kupfer auf dem Aufführungsplan. Vom 3. Oktober 2003 bis 4. Dezember 2005 fand eine Wiederaufnahme des Musicals in Wien statt. Seit der Uraufführung gab es zahlreiche internationale Produktionen, die in Japan, Ungarn, den Niederlanden (1999–2001), Schweden (1999–2000), Italien (2004, 2005), Finnland (2005–2006), der Schweiz (2006, 2008–2009) und Belgien (2009) aufgeführt wurden. Vom 5. September 2012 bis 1. Februar 2014 wurde das Musical wieder in Wien im Raimundtheater gespielt, ab März 2013 erstmals mit englischen Übertiteln. Bis 1. Februar 2014 wurde das Stück in Wien 2181 Mal gespielt. Die deutsche Tourneeproduktion wurde bei den Musical1.de-Musicalwahlen 2014 zum „Besten Tour-Musical“ gewählt.

### Wien
| Elisabeth Wien                    | Premierenbesetzung (1992) | Premierenbesetzung (2003) | Premierenbesetzung (2012) | Premierenbesetzung Wien (2019) | Premierenbesetzung Wien (2022) | Premierenbesetzung Wien (2023) | Premierenbesetzung Wien (2024) |
| --------------------------------- | ------------------------- | ------------------------- | ------------------------- | ------------------------------ | ------------------------------ | ------------------------------ | ------------------------------ |
| Kaiserin Elisabeth von Österreich | Pia Douwes                | Maya Hakvoort             | Annemieke van Dam         | Pia Douwes                     | Abla Alaoui / Maya Hakvoort    | Abla Alaoui / Maya Hakvoort    | Annemieke van Dam              |
| Der Tod                           | Uwe Kröger                | Máté Kamarás              | Mark Seibert              | Mark Seibert                   | Mark Seibert                   | Mark Seibert                   | Gino Emnes                     |
| Luigi Lucheni                     | Ethan Freeman             | Serkan Kaya               | Kurosch Abbasi            | David Jakobs                   | David Jakobs                   | David Jakobs                   | Riccardo Greco                 |
| Kaiser Franz Joseph I.            | Viktor Gernot             | André Bauer               | Franziskus Hartenstein    | Viktor Gernot                  | André Bauer                    | André Bauer                    | Armin Kahl                     |
| Erzherzogin Sophie                | Else Ludwig               | Else Ludwig               | Daniela Ziegler           | Daniela Ziegler                | Daniela Ziegler                | Daniela Ziegler                | Helen Schneider                |
| Erzherzog Rudolf                  | Andreas Bieber            | Jesper Tydén              | Anton Zetterholm          | Lukas Perman                   | Lukas Perman                   | Moritz Mausser                 | Moritz Mausser                 |
| Herzog Max in Bayern              | Wolfgang Pampel           | Dennis Kozeluh            | Christian Peter Hauser    | Hans Neblung                   | Hans Neblung                   | Hans Neblung                   | Hans Neblung                   |
| Herzogin Ludovika                 | Christa Wettstein         | Luzia Nistler             | Carin Filipčić            | Patricia Nessy                 | Katja Berg                     | Katja Berg                     | Bettina Mönch                  |

### Deutschsprachiger Raum
- Essen, Colosseum Theater: 22. März 2001 bis 29. Juni 2003
- Stuttgart, Apollo Theater: 6. März 2005 bis 17. September 2006
- Berlin, Theater des Westens: 20. April 2008 bis 27. September 2008
- Tournee I (München, Frankfurt, Bremen, Bregenz, Düsseldorf): 21. Oktober 2009 bis 25. April 2010
- Tournee II (Köln, Frankfurt, München, Basel, Essen, Bremen, Chemnitz, Erfurt, Leipzig, Dresden, Triest): 11. Oktober 2011 bis 6. Mai 2012
- Tournee III (Essen, München, Linz, Frankfurt, Berlin, Hamburg): 25. Februar 2015 bis 27. März 2016

| Elisabeth Deutschland  | Premierenbesetzung Essen (2001) | Premierenbesetzung Stuttgart (2005) | Premierenbesetzung Berlin (2008) | Premierenbesetzung 1. Tour (2009) | Premierenbesetzung 2. Tour (2011) | Premierenbesetzung 3. Tour (2015) |
| ---------------------- | ------------------------------- | ----------------------------------- | -------------------------------- | --------------------------------- | --------------------------------- | --------------------------------- |
| Kaiserin Elisabeth     | Pia Douwes                      | Maike Boerdam                       | Pia Douwes                       | Annemieke van Dam                 | Annemieke van Dam                 | Roberta Valentini                 |
| Der Tod                | Uwe Kröger                      | Olegg Vynnyk                        | Uwe Kröger                       | Oliver Arno                       | Mark Seibert                      | Mark Seibert                      |
| Luigi Lucheni          | Carsten Lepper                  | Carsten Lepper                      | Bruno Grassini                   | Bruno Grassini                    | Kurosch Abbasi                    | Kurosch Abbasi                    |
| Kaiser Franz Joseph I. | Michael Shawn Lewis             | Ivar Helgasson                      | Markus Pol                       | Markus Pol                        | Mathias Edenborn                  | Maximilian Mann                   |
| Erzherzogin Sophie     | Gabriele Ramm                   | Susan Rigvava-Dumas                 | Christa Wettstein                | Christa Wettstein                 | Betty Vermeulen                   | Angelika Wedekind                 |
| Erzherzog Rudolf       | Jesper Tydén                    | Martin Pasching                     | Oliver Arno                      | Thomas Hohler                     | Oliver Arno                       | Thomas Hohler                     |
| Herzog Max in Bayern   | Claus Dam                       | Michael Flöth                       | Norbert Lamla                    | Thomas Bayer                      | Dennis Kozeluh                    | Dennis Kozeluh                    |
| Herzogin Ludovika      | Annika Bruhns                   | Kaatje Dierks                       | Maike Katrin Schmidt             | Susanna Panzner                   | Elissa Huber                      | Caroline Sommer                   |

### Schönbrunn-Version: konzertante / halbszenische Aufführung
Im Jahr 2022 feierte Elisabeth – das Musical in einer konzertanten Version Premiere auf Schloss Schönbrunn. 2024 ging diese Version als halbszenische Aufführung auf Tournee, zunächst von August bis Dezember 2024 in China. Am 12. Dezember 2024 begann mit Vorstellungen im Füssener Festspielhaus Neuschwanstein die Deutschlandtournee. Darauf folgten (neben Terminen in Zürich und Basel) Auftritte an der Alten Oper Frankfurt, am Deutschen Theater München, am Metronom Theater Oberhausen, am Berliner Theater des Westens, am Metropoltheater in Bremen, am Opernhaus Hannover und an der Semperoper Dresden, bevor die Produktion für den August 2025 nach Füssen zurückkehrte. 
Die Produktion ist halbszenisch. Das heißt, dass es kein Musical im klassischen Sinn ist, sondern eine reduzierte Form einer Inszenierung ohne aufwändiges Bühnenbild und Dramaturgie. Im Zentrum stehen die kostümierten Sänger und das Orchester, die sich beide auf der Bühne befinden. Zur Besetzung zählen Roberta Valentini, Bettina Mönch, Kristina Emde (rotierend als Elisabeth), Lukas Mayer (Der Tod) und Robin Reitsma (Lucheni).

### Weitere Stationen
- Österreich: Bregenz, Linz
- Japan: Tokio, Osaka, Nagoya, Fukuoka
- Ungarn: Budapest, Szeged, Győr, Miskolc, Kecskemét
- Schweden: Karlstad
- Niederlande: Scheveningen, Apeldoorn, Baarn
- Italien: Triest
- Finnland: Turku
- Schweiz: Thun, Zürich, Basel
- Belgien: Antwerpen
- Südkorea: Seoul, Daejeon, Changwon, Daegu, Jeonju, Gwangju, Busan
- Volksrepublik China: Shanghai: Shanghai Culture Square Theatre (in deutscher Sprache)
- Tschechien: Pilsen
- Belgien: Brüssel: Bruxellons!

## DVDs
Die erste offizielle deutschsprachige DVD (im Bildformat 4:3, Fullscreen) wurde im Dezember 2005 anlässlich der Dernière der Wiener Inszenierung in limitierter Auflage produziert. Es spielen: Maya Hakvoort (Elisabeth), Máté Kamarás (Der Tod), Serkan Kaya (Lucheni), André Bauer (Kaiser Franz Joseph), Fritz Schmid (Kronprinz Rudolf) und Else Ludwig (Erzherzogin Sophie). Seit 16. November 2006 gibt es auch eine Sammler-Edition (im Bildformat 16:9, Widescreen) mit einer Zusatz-DVD, welche eine 22-minütige Dokumentation sowie Fotos enthält. Außerdem ist eine 3-DVD-Version mit derselben Besetzung erschienen. Des Weiteren existieren verschiedene Aufnahmen der japanischen Takarazuka-Versionen, zwei Aufnahmen vom Jahr 2016 der japanischen Toho-Versionen und inoffizielle Aufnahmen aus der niederländischen Scheveningen-Produktion und der Uraufführung aus Wien 1992. Die zweite deutschsprachige DVD erschien 2023 und ist eine Aufnahme der Konzertante auf Schloss Schönbrunn aus dem Jahr 2022.

## Deutschsprachige CD-Aufnahmen
- 1992 Maxi-CD: „Die Schatten werden länger“
- 1992 Cast Album zur Welturaufführung im Theater an der Wien
- 1992 Single: „I belong to me“
- 1996 Gesamtaufnahme Live aus dem Theater an der Wien mit Maya Hakvoort, Bruno Grassini und Addo Kruizinga
- 1997 Studio Cast Album, keine Angaben, nicht zur Wiener Produktion zugehörig
- 2001 Promotion Album zur deutschen Uraufführung wieder mit Pia Douwes und Uwe Kröger in den Hauptrollen und Addo Kruizinga als Rudolf
- 2001 Cast Album zur deutschen Uraufführung mit Pia Douwes und Uwe Kröger
- 2001 Single: „Ich gehör nur mir“
- 2002 Live Cast Album zum 10th anniversary
- 2003 Maxi-CD: „Neue Titel, Neue Stars“
- 2004 Cast Album zur Wiener Neuinszenierung mit Maya Hakvoort und Máté Kamarás
- 2005 Gesamtaufnahme zur Wiener Neuinszenierung mit Maya Hakvoort und Máté Kamarás
- 2005 Cast Album zur Stuttgarter Premiere mit Maike Boerdam, Karin Seyfried und Olegg Vynnyk
- 2005 Studio Cast Album mit Annika Bruhns und Paul Kribbe, zu keiner Produktion zugehörig
- 2008 Album zur Berliner Produktion: „Der letzte Tanz“ mit Felix Martin, Annemieke van Dam und Oliver Arno
- 2012 Live-Album zur Jubiläumstour 2011/2012 mit Annemieke van Dam, Mark Seibert und Kurosch Abbasi
- 2012 Gesamtaufnahme aus dem Wiener Raimundtheater anlässlich des 20-jährigen Jubiläums mit Annemieke van Dam,  Mark Seibert und Kurosch Abbasi
- 2019 Gesamtaufnahme der konzertanten Fassung live vor Schloss Schönbrunn mit Pia Douwes, Mark Seibert und David Jakobs
- 2024 Highlights-EP der konzertanten Fassung, im Studio eingesungen mit Annemieke van Dam, Gino Emnes, Riccardo Greco und Moritz Mauser

Mitunter sind Elisabethtitel auf den CDs: Best of Musical Vol.1, Best of Musical Vol.2, Musical Stars, Musical Diva, Musicalcocktail, Favourites, Only the best, In love with Musical, Elisabeth – Musik einer Epoche, Kaiserin Elisabeth Melodien, Die faszinierende Welt des Musicals, Boulevard der Sehnsüchte, Peter Weck präsentiert, The Shades of Night, Musical Musical, Alles Musical Vol.1, Music of the Night, Die fantastische Welt der Musicals – Die Highlights der deutschen Originalaufnahmen, Alles Musical Vol.2, Musical Moments, Arena der Stars, Musical Moments 2, Die größten Musicalhits, Nur das Beste – die schönsten Musicalhits, Das Beste aus 20 Jahren, Musical die Show, Musical Forever, WIEN Musical Konzert, uva.

## Kritiken
Tatsächlich endet die Elisabeth-Uraufführung am 3. September 1992 im Theater an der Wien mit begeistertem Applaus. Das Feuilleton reagiert weitaus zurückhaltender. So formuliert Karl Löbl (ORF), Doyen der österreichischen Kulturkritik: „Eine veritable Welturaufführung. Das Publikum ist enthusiasmiert - ich selbst bin’s nicht ganz. Es hätte nach einer ironischen, sarkastischen, kritischen Betrachtungsweise verlangt, doch dazu hatte das Autorenpaar Kunze-Levay offenbar nicht den Mut. In der Musik lassen Tschaikowski und Sondheim, Bernstein und Webber grüßen. Dort wo sehr rhythmisch pointiert wird – artet die Musik oft genug in Getöse aus – dort wo sie gefühlig werden soll und werden muss und werden will – dort wird sie zu einem recht sentimentalen Brei.“
Die meisten Rezensenten sind in ihrer Elisabeth-Kritik wenig diplomatisch. Vor allem die musikalische Bearbeitung von Sylvester Levay musste sich teils harsche Worte gefallen lassen.